# Deus Ex Machina (компьютерная игра)
Deus Ex Machina (с лат. — «Бог из машины», ['de.ʊs eks 'maːkʰi.naː]) — компьютерная игра, задуманная и разработанная британским писателем Мелом Краучером и изданная компанией Automata UK для ZX Spectrum в октябре 1984 года. Позже игра была портирована на другие популярные 8-битные платформы.

## Этимология
Название игры представляет собой латинское выражение deus ex machina, буквально означающее «бог из машины» и служащее для обозначения лица или события, которое предоставляет внезапное и неожиданное разрешение сюжета.

## Игровой процесс
Игра отражает жизнь «дефекта», который сформировался в «машине», от зачатия, через его рост, эволюцию и неизбежную смерть. Прогресс основан на «семи возрастах человека» из пьесы Уильяма Шекспира «Как вам это понравится» и включает множество цитат и пародий на её действие.

## Производство
«Deus Ex Machina» была одна из первых игр, в которой сочетались повествование, голоса знаменитых артистов и музыка, сведённые в полностью синхронизированный саундтрек. В его записи принимали участие Иэн Дьюри, Джон Пертви, Донна Бэйли, Фрэнки Хауэрд, Э. П. Томпсон и сам Мел Краучер, который также написал музыку. Программистом исходной версии для Spectrum был Эндрю Стагг, а Колин Джонс (позже получивший известность как Колин Брэдшоу-Джонс) стал программистом версии для Commodore 64.

## Восприятие
Несмотря на то, что игра получила положительные отзывы критиков, она не соответствовала принятым соглашениям об упаковке и цене, которые требовались дистрибьюторами и продавцами, и поэтому продавалась только по почте напрямую потребителям. В обороте было также много пиратских копий игры.
В 2010 году игра была включена в книгу 1001 Video Games You Must Play Before You Die.

## Ремейк
В 2010 году в производство был запущен ремейк игры под названием Deus Ex Machina 2. Как и в оригинале, дизайнером и создателем ремейка выступил Мел Краучер. В создании игры приняли участие сэр Кристофер Ли в роли Программиста, Чайна Вайн в роли Машины, Крис Мэдин в роли Дефекта, Жоаким ди Алмейда в роли Полиции Дефектов.